# Wertguthaben
Ein Wertguthaben (auch Zeitwertkonto, Langzeitkonto oder Langzeitarbeitskonto genannt) hat das Ziel, eine längerfristige sozialversicherungsrechtlich geschützte Freistellung z. B. für Pflegezeit, Elternzeit, Vorruhestand oder Teilzeit aus dem Einkommen des Arbeitnehmers zu finanzieren. Hierfür ist in Deutschland eine schriftliche Wertguthabenvereinbarung zwischen Arbeitnehmer und Arbeitgeber gemäß § 7bff SGB IV erforderlich. Flankierend können hierzu Betriebsvereinbarungen oder Tarifverträge abgeschlossen werden.
Auf Basis einer Wertguthabenvereinbarung wird Arbeitsentgelt des Arbeitnehmers in einem vom Arbeitgeber geführten Wertguthaben angespart, verzinst und im Falle einer Freistellung oder bei Teilzeit durch den Arbeitgeber wieder ausgezahlt. Das Wertguthaben muss in Geld geführt und gegen Insolvenz geschützt sein. Der Nominalwert des eingezahlten Arbeitsentgelts muss durch den Arbeitgeber garantiert sein.
Der Arbeitgeber muss nach § 7d Abs. 1 Satz 1 SGB IV sozialversicherungsrechtliche Aufzeichnungspflichten erfüllen. Er muss den Arbeitnehmer nach § 7d Abs. 2 SGB IV mindestens einmal jährlich in Textform über die Höhe seines Wertguthabens unterrichten. 
Der Arbeitnehmer darf nur so viel Arbeitsentgelt in ein Wertguthaben einbringen, wie er einschließlich der Zinsen zur Finanzierung von Freistellungen bis zum Bezug einer Altersrente benötigt.
Ein Wertguthaben kann faktisch eine betriebliche Altersversorgung darstellen, sofern es nicht für Freistellungszwecke verwendet wird und deshalb z. B. bei Eintritt des Ruhestandes oder bei Ausscheiden wegen Invalidität im Störfall an den Arbeitnehmer oder bei Tod an die Erben des Arbeitnehmers ausgezahlt wird.

## Personenkreis
Ein Wertguthaben kommt für alle unbefristet beschäftigten Arbeitnehmerinnen und Arbeitnehmer in Frage. Einen gesetzlichen Anspruch des Arbeitnehmers auf Errichtung eines Wertguthabens gibt es nicht. Es ist aber möglich, in einem Tarifvertrag oder einer Betriebsvereinbarung einen solchen Rechtsanspruch vorzusehen.

## Einbringung nur von Geld
Seit dem 1. Januar 2009 darf ein Wertguthaben gemäß § 7d Abs. 1 SGB IV nur in Geld und nicht mehr in Zeit geführt werden. Wertguthaben, die vor dem 1. Januar 2009 als Zeitguthaben errichtet wurden, dürfen nach der Übergangsregelung des § 116 Abs. 1 SGB IV abweichend von § 7d Absatz 1 SGB IV weiter als Zeitguthaben geführt werden. Dies gilt auch für neue Wertguthabenvereinbarungen auf Grund früherer Betriebsvereinbarungen oder Tarifverträge. Gemäß § 7b Nr. 3 SGB IV kann jegliche Form von Arbeitsentgelt eingebracht werden. Sofern es sich um tarifliches Arbeitsentgelt handelt und Arbeitgeber und Arbeitnehmer tarifgebunden sind, ist für die Einbringung eine Tariföffnungsklausel notwendig. Eine Einbringung von Zeit z. B. aus einem nicht abgebauten Gleitzeit- oder Flexikonto oder Urlaubsansprüche, die über den gesetzlichen Mindesturlaub von vier Wochen hinausgehen, ist nur nach Umrechnung in Geld möglich (§ 7d Abs. 1 Satz 2 SGB IV). Bei tariflichen Urlaubsansprüchen ist hierfür eine Tariföffnungsklausel notwendig. Neben dem Arbeitsentgelt muss nach § 7d Abs. 1 SGB IV auch zusätzlich der entsprechende Arbeitgeberanteil zur Sozialversicherung mit eingebracht werden. Dies gilt auch für Bestandteile des Arbeitsentgelts oberhalb der Beitragsbemessungsgrenzen in der gesetzlichen Krankenversicherung und Rentenversicherung.

## Freistellung
Die Freistellungszwecke sind in § 7c SGB IV geregelt. Es handelt sich insbesondere um eine Freistellung für eine Pflegezeit, Elternzeit, Vorruhestand, Fort- und Weiterbildung, Sabbatical. Eine Beschränkung auf bestimmte Freistellungszwecke ist gem. § 7c Abs. 2 SGB IV zulässig. Auch eine Arbeitszeitreduzierung ist über ein Wertguthaben finanzierbar z. B. zum Ausgleich von Einkommensverlusten, die bei einer (freiwilligen) Reduzierung von Arbeitszeit nach § 8 TzBfG entstehen.
Der Arbeitnehmer kann die Höhe des aus dem Wertguthaben ausgezahlten Arbeitsentgelts im Rahmen von Angemessenheitsgrenzen (§ 7 Abs. 1a SGB IV) frei bestimmen. Als angemessen gilt ein Arbeitsentgelt in Höhe von mindestens 70 % bis maximal 130 % der Bemessungsgrundlage. Diese berechnet sich aus dem durchschnittlichen Arbeitsentgelt (Bruttoeinkommen minus der Bruttosparbeiträge) der vorangegangenen zwölf Monate vor der Freistellung.
Beispiel:
Laufendes Gesamtbruttoeinkommen 3000,-€. Laufende Einzahlungen auf das Konto 500,-€. Bemessungsgrundlage Auszahlphase somit 2500,-€.
Erfolgt die Freistellung für ein ganzes Kalenderjahr, besteht für dieses Kalenderjahr kein Urlaubsanspruch, der in das Folgejahr zu übertragen ist. Erfolgt die Freistellung während eines Kalenderjahres für weniger als 6 Monate, besteht weiterhin der volle Urlaubsanspruch. Bei einer Freistellung von mehr als 6 Monaten wird auf Basis des Rechtsgedankens des § 17 BEEG der Urlaubsanspruch für jeden vollen Kalendermonat der Freistellung um ein Zwölftel gekürzt. Wird nur die tägliche Arbeitszeit reduziert, ändert sich am Urlaubsanspruch nichts. Wird die wöchentliche Arbeitszeit reduziert, z. B. von einer 5-Tage-Woche auf eine 4-Tage-Woche, wird der Urlaubsanspruch entsprechend gekürzt, so dass z. B. anstelle eines ursprünglichen Urlaubsanspruchs von 30 Arbeitstagen nur noch ein Urlaubsanspruch von 24 Arbeitstagen besteht. Erkrankt ein Arbeitnehmer während einer vollständigen Freistellung, so werden die Zeiten seiner Arbeitsunfähigkeit auf den Freistellungszeitraum angerechnet, d. h., dieser verlängert sich durch die Arbeitsunfähigkeit nicht.

## Störfall
Ein Störfall liegt vor, wenn ein Wertguthaben nicht für eine vollständige oder teilweise Freistellung verwendet wird. Die wichtigsten Störfälle sind die vorzeitige Beendigung des Arbeitsverhältnisses, der Eintritt in den Ruhestand und der Tod des Arbeitnehmers. Bei einer Beendigung des Arbeitsverhältnisses wird das Wertguthaben an den Arbeitnehmer ausgezahlt. Es gibt die Möglichkeit, das Wertguthaben an den Folgearbeitgeber (mit dessen Einverständnis) zu übertragen. Auch eine Übertragung an die DRV Bund ist möglich, sofern das Wertguthaben größer als das Sechsfache der monatlichen Bezugsgröße ist (21210 € (alte) 20790 € (neue Bundesländer) Stand 2024). Die Übertragung erfolgt gemäß § 3 Nr. 53 EStG steuer- und sozialversicherungsfrei und erst bei späterer Auszahlung sind Sozialversicherungsbeiträge und Steuern zu zahlen. Eine Übertragung des Wertguthabens auf die DRV Bund hat gegenüber einer Auszahlung steuerliche Vorteile. Gemäß § 7f Abs. 2 SGB IV kann ein Arbeitnehmer auch außerhalb eines Arbeitsverhältnisses das bei der DRV Bund angelegte Wertguthaben für Vorruhestandszwecke verwenden. Wurde das Wertguthaben nicht bis zum Eintritt in den Ruhestand verbraucht, wird das Wertguthaben ebenfalls an den Arbeitnehmer ausgezahlt. Bei Tod wird das Wertguthaben an die Erben ausgezahlt.
Aus steuerlichen Gründen darf bei Abschluss einer Wertguthabenvereinbarung eine vollständige oder teilweise vorzeitige Auszahlung ohne Freistellung nur bei existenziellen Notlagen vereinbart werden. Allerdings ist eine nachträgliche einvernehmliche Beendigung der Wertguthabenvereinbarung arbeitsrechtlich zulässig. Insoweit liegt auch hier ein Störfall vor.
Bei Eintreten eines Störfalles ist das Wertguthaben nach § 34 EStG (Fünftelregelung) zu versteuern und ohne Berücksichtigung von Beitragsbemessungsgrenzen in dem Umfang zu verbeitragen, wie es ohne eine Wertguthabenvereinbarung beitragspflichtig gewesen wäre (§ 23b Abs. 2 oder § 2a SGB IV - SV-Luft).

## Sozialversicherung
Ein Wertguthaben muss nicht im Sinne des § 96 Abs. 4 Nr. 3 SGB III vorrangig verbraucht werden, um Kurzarbeitergeld zu erhalten.
Wird ein Wertguthaben bei Beendigung eines Arbeitsverhältnisses ausgezahlt und wird der Arbeitnehmer arbeitslos, mindert sich die Höhe des Arbeitslosengeldes nicht durch eine Wertguthabenvereinbarung, da gemäß § 151 Abs. 2 Nr. 2 SGB III für die Beitragszahlung und die Berechnung der Höhe des Arbeitslosengeldes das Arbeitsentgelt zugrunde gelegt wird, das ohne die Wertguthabenvereinbarung erzielt worden wäre.
Wenn das Wertguthaben bei Beendigung des Arbeitsverhältnisses an den Arbeitnehmer ausgezahlt wird, gilt es als Einkommen und Vermögen im Sinne der § 11, § 12 SGB II und wird bei der Berechnung von Arbeitslosengeld II berücksichtigt. Zur Vermeidung einer Anrechnung kann das Wertguthaben auf die Deutsche Rentenversicherung Bund übertragen werden.
Unterschreitet aufgrund der Wertguthabenvereinbarung das in der Ansparungsphase ausgezahlte Bruttoarbeitsentgelt für ein Jahr die jeweils geltende Jahresarbeitsentgeltgrenze, führt dies zu einer Krankenversicherungspflicht in der GKV, sofern der Arbeitnehmer noch nicht 55 Jahre alt ist.
Während der Ansparungsphase wird gemäß § 23 Abs. 1, § 23b Abs. 1 SGB IV nur das tatsächlich ausgezahlte Arbeitsentgelt verbeitragt (Ausnahme Arbeitslosenversicherung, § 151 Abs. 2 Nr. 2 SGB III). In der Freistellungsphase ist dann das aus dem Wertguthaben fließende ausgezahlte Arbeitsentgelt unter Berücksichtigung von Beitragsbemessungsgrenzen in der Sozialversicherung zu verbeitragen. In einer Freistellungsphase sind die Arbeitnehmer trotz Freistellung sozialversichert.

## Insolvenzsicherung
Nach § 7e SGB IV ist ein Wertguthaben gegen eine Insolvenz des Arbeitgebers abzusichern, wenn der Arbeitgeber insolvenzfähig ist und das Wertguthaben 2.695 € (2013) übersteigt. Die Insolvenzsicherung ist dem Arbeitnehmer gem. § 7e Abs. 4 SGB IV schriftlich mitzuteilen. In Frage kommen Treuhandvereinbarungen (doppelte Treuhand durch Verwaltungstreuhand und Sicherungstreuhand, CTA), Avalbürgschaften durch Banken und eine Verpfändung der Wertguthaben durch den Arbeitgeber an den Arbeitnehmer.

## Wertanlage
Die Erträge aus dem Wertguthaben stehen je nach vertraglicher Vereinbarung dem Arbeitnehmer oder dem Arbeitgeber zu. Die Höhe der Erträge hängt von der Kapitalanlage ab. Nach § 7d Abs. 3 SGB IV ist eine Anlage in Aktien oder Aktienfonds bis zu einer Höhe von 20 % zulässig. Wenn das Wertguthaben einer Vorruhestandsfreistellung dienen soll, ist auch eine höhere Aktienquote zulässig. Eine Mindestverzinsung des Wertguthabens muss nicht zugesagt werden. Der Arbeitgeber muss aber nach § 7d Abs. 3 SGB IV zum Zeitpunkt der Inanspruchnahme des Wertguthabens mindestens die Höhe der angelegten Beiträge einschließlich des Arbeitgeberanteils zur Sozialversicherung garantieren (Nominalwertgarantie).

## Steuer
In der Ansparphase wird das in das Wertguthaben eingebrachte Arbeitsentgelt nicht versteuert, wenn der Arbeitnehmer bereits vor Fälligkeit des Arbeitsentgelts auf die Auszahlung verzichtet hat. Das angesparte Arbeitsentgelt ist nach § 19 EStG erst dann zu versteuern, wenn es aus dem Wertguthaben dem Arbeitnehmer während einer Freistellung zufließt.
In der Handelsbilanz sind für Wertguthaben als ungewisse Verbindlichkeiten auf der Passivseite nach § 249 HGB Rückstellungen zu bilden. Das Anlagevermögen ist zu aktivieren. In gewissen Fallkonstellationen z. B. bei CTA-Modellen ist eine Saldierung der Passiva mit den Aktiva nach § 246HGB möglich.
In der Steuerbilanz der Unternehmen sind für die Verpflichtungen aus Wertguthaben nach § 5 EStG Rückstellungen zu bilden. Das Anlagevermögen ist in der Bilanz des Unternehmens zu aktivieren. Eine Saldierung mit den Verpflichtungen aus den Wertguthaben ist in der Steuerbilanz nicht möglich. Es gelten die allgemeinen steuerbilanziellen Grundsätze.

## Rentabilität
Die Freistellungsdauer hängt von mehreren Faktoren ab, nämlich vom Ansparbetrag, der Anspardauer, der Verzinsung des Wertguthabens und vom Gehaltstrend. Wenn monatlich 1 % des Arbeitsentgelts in ein Wertguthaben eingebracht wird, kann bei einem Gehaltstrend von 2,5 % nach 40 Jahren bei einer unterstellten Verzinsung von 3 % bzw. 4 % bzw. 5 % eine vollständige Freistellung von 5,6 bzw. 6,9 bzw. 8,5 Monaten bei 100%iger Entgeltfortzahlung finanziert werden.

## Arbeitgeberzuschüsse
Der Arbeitgeber kann das Wertguthaben des Arbeitnehmers mit eigenen Mitteln aufstocken. In diesem Falle ist §§ 7b ff. SGB IV analog anzuwenden. Der Arbeitgeberzuschuss kann auch unter der aufschiebenden Bedingung erfolgen, dass der Arbeitnehmer eine Mindestbetriebszugehörigkeit absolviert hat.

## Sonstiges
Wertguthaben fallen nicht unter den Versorgungsausgleich bei einer Scheidung, gehen aber vermutlich in den Zugewinnausgleich ein (eine höchstrichterliche Entscheidung fehlt bisher). Durch eine Wertguthabenvereinbarung wird das Einkommen, das für die Berechnung der Höhe von Unterhaltspflichten maßgeblich ist, nicht reduziert. In der Wertguthabenvereinbarung oder in einer Betriebsvereinbarung oder in einem Tarifvertrag wird regelmäßig festgehalten, dass das ungekürzte Arbeitsentgelt (Schattengehalt) für künftige Entgelterhöhungen maßgeblich sein soll.
Als problematisch wurde angemerkt, dass ein Diskriminierungsverbot für diejenigen nötig sei, die „schon viele Überstunden angesammelt haben“, damit sie auf dem Arbeitsmarkt nicht benachteiligt würden.